# Associazione Calcio Udinese 1932-1933
Questa pagina raccoglie le informazioni riguardanti l’Associazione Calcio Udinese nelle competizioni ufficiali della stagione 1932-1933.

## Stagione
Nella stagione 1932-1933 la squadra friulana ha disputato il girone C del campionato di Prima Divisione. Con 27 punti in classifica si è piazzata in sesta posizione.

## Rosa
| N. |                   | Ruolo | Calciatore          |
| -- | ----------------- | ----- | ------------------- |
|    | Italia (bandiera) | A     | Mario Bartesaghi    |
|    | Italia (bandiera) | D     | Gino Bellotto       |
|    | Italia (bandiera) | A     | Carlo Bonino        |
|    | Italia (bandiera) | D     | Fulvio Ciroi        |
|    | Italia (bandiera) | D     | Arturo Contini      |
|    | Italia (bandiera) | A     | Remo Cossio         |
|    | Italia (bandiera) | A     | Walter D'Odorico    |
|    | Italia (bandiera) | D     | Ferdinando Dal Pont |
|    | Italia (bandiera) | C     | Alberto Donaggio    |
|    | Italia (bandiera) | C     | Giovanni Gori       |

| N. |                   | Ruolo | Calciatore        |
| -- | ----------------- | ----- | ----------------- |
|    | Italia (bandiera) | C     | Francesco Liva    |
|    | Italia (bandiera) | C     | Emilio Magrini    |
|    | Italia (bandiera) | D     | Vittorio Melchior |
|    | Italia (bandiera) | A     | Vittorio Modotti  |
|    | Italia (bandiera) | D     | Giulio Piccoli    |
|    | Italia (bandiera) | C     | Sisto Tavano      |
|    | Italia (bandiera) | A     | Antonino Valente  |
|    | Italia (bandiera) | P     | Dario Vogrigh     |
|    | Italia (bandiera) | C     | Stelio Zilli      |

## Risultati

### Campionato

#### Girone di andata
| 1ª giornata | Udinese | 5 – 1 | Pordenone |  |

| 2ª giornata | Ponziana | 2 – 2 | Udinese |  |

| 3ª giornata | Udinese | 2 – 1 | Rovigo |  |

| 4ª giornata | Udinese | 5 – 1 | Mestrina |  |

| 5ª giornata | Pro Gorizia | 1 – 0 | Udinese |  |

| 6ª giornata | Udinese | 0 – 1 | Vicenza |  |

| 7ª giornata | Triestina (B) | 1 – 1 | Udinese |  |

| 8ª giornata | Udinese | 1 – 0 | Padova (B) |  |

| 9ª giornata | Treviso | 1 – 1 | Udinese |  |

| 10ª giornata | Schio | 3 – 3 | Udinese |  |

| 11ª giornata | Udinese | 0 – 3 | Thiene |  |

| 12ª giornata | Trento | 1 – 3 | Udinese |  |

| 13ª giornata | Fiumana | 1 – 1 | Udinese |  |

#### Girone di ritorno
| 14ª giornata | Pordenone | 4 – 5 | Udinese |  |

| 15ª giornata | Udinese | 2 – 2 | Ponziana |  |

| 16ª giornata | Rovigo | 0 – 0 | Udinese |  |

| 17ª giornata | Mestrina | – | Udinese |  |

| 18ª giornata | Udinese | 4 – 0 | Pro Gorizia |  |

| 19ª giornata | Vicenza | 1 – 0 | Udinese |  |

| 20ª giornata | Udinese | 1 – 0 | Triestina (B) |  |

| 21ª giornata | Padova (B) | 1 – 3 | Udinese |  |

| 22ª giornata | Udinese | 1 – 2 | Treviso |  |

| 23ª giornata | Udinese | 4 – 2 | Schio |  |

| 24ª giornata | Thiene | 3 – 1 | Udinese |  |

| 25ª giornata | Udinese | 0 – 1 | Trento |  |

| 26ª giornata | Udinese | 2 – 1 | Fiumana |  |